# Dan Na Ambassagou
Dan Na Ambassagou o Dan Nan Amassagou (en lengua dogón : "los cazadores que confían en Dios") es un grupo de autodefensa de cazadores dogón fundado en 2016 en Malí. En 2021 aseguran que tiene alrededor de 8.000 miembros diseminados en más de 30 campamentos en el País Dogón. El jefe militar es Youssouf Toloba. El grupo sigue activo pese a que en 2019 el gobierno de Malí ordenó su disolución. En abril de 2021 se informó de una reunión entre Toloba y el ministro de Reconciliación nacional de Malí Ismael Wague. Toloba se declaró favorable a coordinación y lucha conjunta contra el terrorismo yihadista pero advirtió que "no apoyaría a la población que firme pactos con los terroristas".

## Historia

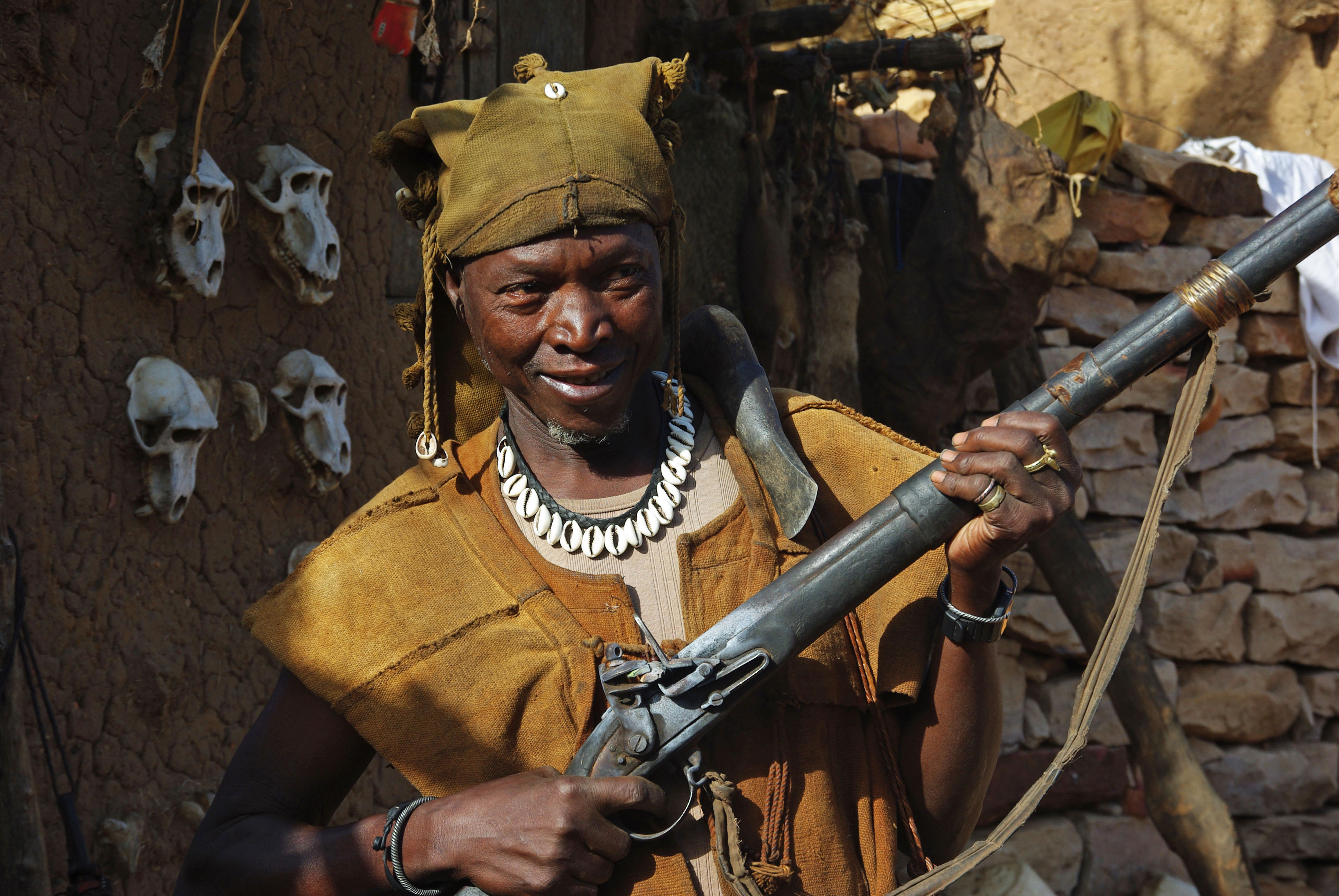
Un miembro de las cofradías de cazadores, dozos del país Dogon, en 2010.

Dan Na Ambassagou se fundó en Malí en octubre o diciembre de 2016  tras el asesinato de Théodore Somboro, quien en ese momento encabezaba la cofradía de cazadores Dogon  . Sin embargo emergió públicamente en 2018, en el contexto de la violencia comunitaria entre los Fulani y los Dogón

### Organización, efectivos y mando
El grupo reúne a las cofradías de cazadores tradicionales de la comunidad Dogon.  Es particularmente activo en el círculo de Koro, pero también está presente en el círculo de Bankass, el círculo de Douentza y el círculo de Bandiagara  . El presidente del movimiento es David Tembiné. El jefe de la rama militar es Youssouf Toloba, un exmiembro de Ganda Koy y Ganda Izo.
Sin embargo, estallaron disputas dentro del grupo y en 2018 la rama liderada por Youssouf Toloba reconoció a otro líder político, el capitán Mamadou Goudienkilé, designado como presidente de la coordinación nacional del movimiento . El grupo reivindica tener varios centenares de combatientes. En diciembre de 2018, Youssouf Toloba afirmó que Dan Na Amassagou tenía 5000 hombres y alrededor de treinta campos de entrenamiento. 
En febrero de 2018, Dan Na Ambassagou formó con otras milicias en el centro de Malí una coalición llamada "Coordinación de movimientos signatarios y grupos de autodefensa en el centro", para participar en el proceso de desarme. Sin embargo, al no estar incluidos en el Acuerdo de Argel de 2015, estos grupos no se beneficiaron de los subsidios de desarme financiados por la ONU.

### Relaciones con el gobierno maliense
El 7 de julio de 2018, el ejército maliense intentó sin éxito desarmar a la milicia en Kanou Kombolé. David Tembiné declaró posteriormente: Si el Estado quiere desarmarnos es necesario que asuma sus responsabilidades y asuma la consiguiente seguridad. El 8 de julio, el grupo dijo que querían "cazar a todo representante del Estado en el País dogón".
Sin embargo, se sospecha que el gobierno de Malí ha brindado apoyo a la milicia. Según un informe publicado el 20 de noviembre de 2018 por la Federación Internacional por los Derechos Humanos (FIDH) y la Asociación Maliense de Derechos Humanos (ADMH) "numerosos testimonios e individuos bien informados afirman que existe un apoyo logístico y financiero aportado a los donzos por el gobierno de Malí o al menos a algunos de sus miembros.
Dan na Amassagou reconoce la autoridad del gobierno de Malí y despliega la bandera nacional de Malí en las aldeas donde está presente
El 28 de agosto de 2018 se firmó un nuevo acuerdo de paz en el círculo de Koro 34 jefes de aldea de las comunidades Fulani y Dogon pero fue rechazado por el ala militar de Dan Na Amassagou, que desautorizó al ala política del movimiento.
El 27 de septiembre de 2018, Youssouf Toloba firmó un acuerdo de alto el fuego. El 2 de octubre, la rama militar de Dan Na Amassagou se compromete a dejar las armas durante una visita del primer ministro maliense Soumeylou Boubèye Maïga a Mopti. Pero el 21 de noviembre, Moussa Togoun, jefe de la rama militar dirigida por Youssouf Toloba, anunció la ruptura del alto el fuego de Dan Na Amassagou, una decisión condenada por David Tembiné, jefe de la rama política  . En diciembre, Youssouf Toloba niega haber roto el alto el fuego.
A partir de 2018, Dan Na Amassagou es acusado por varias asociaciones de derechos humanos y asociaciones comunitarias de atrocidades y masacres contra comunidades fulani, algo que el grupo niega.
El 24 de marzo de 2019 el gobierno de Malí ordena la disolución de Dan Na Amassagou, acusado de ser responsable de la masacre de Ogossagou. Sin embargo, Dan Na Amassagou anuncia que rechaza la disolución.

### Lucha antiterrorista y reconciliación (2021)
En abril de 2021 el jefe militar Youssouf Toloba rechazaba ser considerados bandidos o tratados como una milicia, asegurando que en realidad son resistentes. Un artículo en Le Point Afrique señalaba que la organización ha recibido formación paramilitar con el objetivo de ser más eficaces "contra el enemigo yihadista" y sensibilización en relación con cuestiones referidas a los derechos humanos.
También se informó de una reunión entre Toloba y el ministro de Reconciliación nacional de Malí Ismael Wague. Toloba se declaró favorable a coordinación y lucha conjunta contra el terrorismo pero advirtió que "no apoyaría a la población que firme pactos con los terroristas" Por otro lado se señaló que más que un conflicto intercomunitario, el País Dogon se enfrentaba a un conflicto de carácter terrorista impuesto por los yihadistas. Sobre este punto, se propuso la idea de formar grupos mixtos con jóvenes fulani para proteger todos los pueblos. Objetivo declarado: garantizar una mejor convivencia en condiciones de seguridad entre los agricultores Dogon y los pastores Fulani en el país Dogon. Esta alianza se realizaba con la expectativa de cambiar de forma duradera la situación de la región especialmente afectada por el terrorismo islamista.

## Videografía
- [vidéo] Youssouf Toloba et son groupe armé Dan Nan Ambassagou signent un engagement en faveur d’un cessez le feu`, The Centre for Humanitarian Dialogue (HD), 28 septembre 2018.